# ريو سونغ ريونغ (ممثل)
ريو سونغ ريونغ (ولد في 29 نوفمبر 1970) هو ممثل كوري جنوبي. بدأ ريو حياته المهنية في التمثيل في المسرح، وأصبح لاحقًا أحد الممثلين المساعدين الأكثر تنوعًا في السينما والتلفزيون الكوري. في عام 2013، تصدر العناوين لدوره في معجزة الزنزانة رقم 7، الذي أصبح (في ذلك الوقت) ثالث أعلى فيلم كوري ربحًا على الإطلاق، وفي عام 2019 قام ببطولة الفيلم الكوميدي "Extreme Job".  وكان ريو أول كوري يتألق في أربعة أفلام جذب كل منها أكثر من 10 ملايين مشاهد. 
من أبرز أعماله التلفزيونية: رسام الريح (2008)، الذوق الخاص (2010)، المملكة (2019-20)، متحرك (2023). وهو حاليًا أستاذ مساعد في قسم فنون التمثيل بكلية سيول للفنون.

## روابط خارجية
- ريو سونغ ريونغ على موقع IMDb (الإنجليزية)
- ريو سونغ ريونغ على موقع قاعدة بيانات الفيلم (الإنجليزية)